# 増本綺良
増本 綺良（ますもと きら、2002年〈平成14年〉1月12日 - ）は、日本のアイドルであり、女性アイドルグループ櫻坂46のメンバーである。兵庫県出身。Seed & Flower所属。愛称は、きらこ。

## 略歴
2002年1月12日生まれ、兵庫県出身。
2018年8月19日、『坂道合同新規メンバー募集オーディション』に合格。同年11月、オーディション合格者のうち21名の配属が決定し、それぞれのグループに加入したが、増本を含む残りの18名のメンバーはグループに配属されず、坂道研修生として活動を開始。
2019年9月6日、坂道研修生の公式サイトがオープン、プロフィールが掲載。
2020年2月16日、動画配信サービスSHOWROOMにて欅坂46の二期生としての配属が発表。同年10月より、グループ名を櫻坂46に改名し、再出発。
2023年1月3日から3月29日まで、『ラヴィット!』（TBS系列）に、「ラヴィット!ファミリー」水曜担当として出演した。同年2月15日発売の櫻坂46の5thシングル『桜月』では初めて表題曲の歌唱メンバーに選ばれた。同年4月7日から放送の『サクラミーツ』（テレビ朝日）に、同じく櫻坂46のメンバーである井上梨名、大沼晶保、武元唯衣と共にレギュラー出演を開始する。同年6月28日発売の6thシングル『Start over!』収録の二期生楽曲『コンビナート』では自身初のセンターを務める。

## 人物
「蚊に懲役を与える」、シュレッダーに「増本きる」という名前を付けるなど独特の言動やキャラクターが特徴で、
「櫻坂の最終兵器」と呼ばれ、藤吉夏鈴には「大不思議2」というキャッチフレーズをもらっている。
自身のファンの名称は「キラのナカマ」。自身の一人称は「ワシ」「オイラ」「オラ」。
好きな動物は猫と爬虫類、実家で「コロン」と「メロン」という名前の黒猫を2匹飼っている。
更に自宅で飼っているヤモリ（ヒョウモントカゲモドキ）には、卒業した先輩守屋茜の名前を取って「アカネちゃん」「モリヤちゃん」と命名している。
昆虫類に苦手意識はなく、フナムシ、ゴキブリ、蜂なども触ることができる。
中学での部活は吹奏楽部。担当楽器はトランペット。
特技はルービックキューブ。平均37秒で全面を揃えることができる。

### 欅坂46・櫻坂46
ペンライトカラーは、    オレンジ ×     オレンジ。
アイドルとの出会いは乃木坂46で、最初に好きになったメンバーは大園桃子。アイドルを志した理由は坂道シリーズの先輩のように人の心を動かせる人間になりたいと思ったから。憧れの存在は平手友梨奈。推しメンは菅井友香。初代キャプテンだった菅井には「親分」と書かれたTシャツを渡し、自らは「子分」と書かれたTシャツを着るという関係でもあった。
オーディション審査では「マル・マル・モリ・モリ!」を歌ったが、振り付けを覚えていなかったため棒立ちで歌った。
自ら後輩達を率いる軍団として「キラキッズ」を結成すると表明し定員3名で申請を受け付けたところ、後輩である3期生の村山美羽と小田倉麗奈が「1号」と「2号」として加入。一方で先輩の土生瑞穂からも申請があり「3号」となった。

## 作品

### シングル
欅坂46
- 誰がその鐘を鳴らすのか？（2020年8月21日）

櫻坂46
- なぜ 恋をして来なかったんだろう？（2020年12月9日、SRCL-11620/8）- EAN 4547366481594。
- Plastic regret（2020年12月9日、SRCL-11622/3）- EAN 4547366481600。
- それが愛なのね（2021年4月14日、SRCL-11748/9）- EAN 4547366498608。
- 思ったよりも寂しくない（2021年4月14日、SRCL-11754/5）- EAN 4547366498639。
- 櫻坂の詩（2021年4月14日、SRCL-11756）- EAN 4547366498646。
- Dead end（2021年10月13日、SRCL-11920/8）- EAN 4547366524567。
- ソニア（2021年10月13日、SRCL-11920/1）- EAN 4547366524567。
- 僕のジレンマ（2022年4月6日、SRCL-12130/8）- EAN 4547366549829。
- I'm in（2022年4月6日、SRCL-12130/1）- EAN 4547366549829。
- 車間距離（2022年4月6日、SRCL-12136/7）- EAN 4547366549850。
- 桜月（2023年2月15日、SRCL-12420/8）- EAN 4547366599756。
- 無念（2023年2月15日、SRCL-12420/1）- EAN 4547366599756。
- もしかしたら真実（2023年2月15日、SRCL-12422/3）- EAN 4547366599763。
- 魂のLiar（2023年2月15日、SRCL-12424/5）- EAN 4547366599770。
- その日まで（2023年2月15日、SRCL-12428）- EAN 4547366599794。
- Start over!（2023年6月28日、SRCL-12590/8）- EAN 4547366621686。
- コンビナート（2023年6月28日、SRCL-12592/3）- EAN 4547366621693。
- 一瞬の馬（2023年6月28日、SRCL-12596/7）- EAN 4547366621716。
- ドローン旋回中（2023年6月28日、SRCL-12598）- EAN 4547366621723。
- 承認欲求（2023年10月18日、SRCL-12670/8）- EAN 4547366642025。
- マンホールの蓋の上（2023年10月18日、SRCL-12676/7）- EAN 4547366642032。
- 隙間風よ（2023年10月18日、SRCL-12678）- EAN 4547366642063。
- 何歳の頃に戻りたいのか？（2024年2月21日、SRCL-12790/8）- EAN 4547366663501。
- 泣かせて Hold me tight!（2024年2月21日、SRCL-12798）- EAN 4547366663549。
- 愛し合いなさい（2024年6月26日、SRCL-12920/1）- EAN 4547366685695。
- イザベルについて（2024年6月26日、SRCL-12922/3）- EAN 4547366685701。
- 僕は僕を好きになれない（2024年10月23日、SRCL-13030/1）- EAN 4547366708943。
- 嵐の前、世界の終わり（2024年10月23日、SRCL-13034/5）- EAN 4547366708967。
- 19歳のガレット（2024年10月23日、SRCL-13036/7）- EAN 4547366708974。
- Nothing special（2025年2月19日、SRCL-13210/1）- EAN 4547366728231。
- 紋白蝶が確か飛んでた（2025年2月19日、SRCL-13212/3）- EAN 4547366728248。
- ULTRAVIOLET（2025年2月19日、SRCL-13216/7）- EAN 4547366728262。
- 港区パセリ（2025年6月25日、SRCL-13360/1）- EAN 4547366751291。
- 君のことを想いながら（2025年6月25日、SRCL-13366/7）- EAN 4547366751321。

### アルバム
欅坂46
- 永遠より長い一瞬 〜あの頃、確かに存在した私たち〜（2020年10月7日、SRCL-11510/6）- EAN 4547366450224。

櫻坂46
- As you know?（2022年8月3日、SRCL-12174/9）- EAN 4547366567960。
- Addiction（2025年4月30日、SRCL-13290/5）- EAN 4547366737424。

### 映像作品
- KEYAKIZAKA46 Live Online, but with YOU!（2020年12月9日、SRCL-11620/1・SRCL-11622/3）- EAN 4547366481594, EAN 4547366481600。
- 増本綺良（2020年12月9日、SRCL-11626/7） - EAN 4547366481624。
- 僕たちの嘘と真実 Documentary of 欅坂46（2021年2月3日、TBR-31098D・TDV-31099D・TDV-31100D） - EAN 4988104127983。
- 欅坂46 THE LAST LIVE（2021年3月24日、SRBL-1985/9・SRXL-310/4） - EAN 4547366496833。
- 櫻坂46 デビューカウントダウンライブ!!（2021年4月14日） - EAN 4547366498608。
- Making of デビューカウントダウンライブ!!（2021年4月14日） - EAN 4547366498615。
- 守屋茜×増本綺良 SAKURA BANASHI 〜いま、話したいこと〜（2021年4月14日） - EAN 4547366498639。
- 渡辺梨加×渡邉理佐×増本綺良 SAKURA MEGURI（2021年10月13日） - EAN 4547366524567。
- Documentary of Risa Watanabe（2022年4月6日）- EAN 4547366549829。
- Sakurazaka46 1st TOUR 2021 FINAL at さいたまスーパーアリーナ（2022年8月3日） - EAN 4547366567960。
- W-KEYAKI FES. 2021 -DAY1- at 富士急ハイランド コニファーフォレスト（2022年8月3日） - EAN 4547366567977。
- 1st YEAR ANNIVERSARY LIVE 〜with Graduation Ceremony〜（2022年10月19日） - EAN 4547366575187。
- 櫻坂46 RISA WATANABE GRADUATION CONCERT（2022年12月7日） - EAN 4547366588293。
- W-KEYAKI FES. 2022 Director's Cut Collections <DAY1>（2023年2月15日） - EAN 4547366599756。
- W-KEYAKI FES. 2022 Director's Cut Collections <DAY2>（2023年2月15日） - EAN 4547366599763。
- マネージャーのスマホに眠るメンバーの秘蔵動画集<2021年編>（2023年2月15日）- EAN 4547366599770。
- マネージャーのスマホに眠るメンバーの秘蔵動画集<2022年編>（2023年2月15日）- EAN 4547366599787。

## 出演

### テレビ番組
- ラヴィット!（2023年1月4日 - 3月29日、TBSテレビ）「ラヴィット!ファミリー」水曜シーズンレギュラー[8]
- ホリケンのみんなともだち（テレビ朝日）
  - #68（2023年3月22日）[24]
  - #69（2023年3月29日）[25]
  - #72（2023年6月20日）[26]
  - #75（2023年8月15日）[27]
  - #81（2024年2月22日）[28]
  - #88（2024年8月19日）[29]
  - #89（2024年9月16日）[30]

- ヒューマングルメンタリー オモウマい店（2024年2月13日、中京テレビ）[31]
- チョコプランナー（2024年10月20日、テレビ朝日）[32]
- これ余談なんですけど・・・（2024年11月6日-13日、朝日放送テレビ）[33]

### CM
- ユニバーサル・スタジオ・ジャパン「ユニハロ」（2023年8月8日 - 10月31日）[34]